# Rutè
El rutè, ruté o rúsyn (noms sovint confosos amb la família lingüística del rutè antic) forma part de les llengües eslaves orientals, com el rus, l'ucraïnès i el belarús. La qüestió de si es tracta d'una llengua a part per si sola, d'un dialecte o de diversos dialectes de l'ucraïnès és una disputa que duen a terme lingüistes i nacionalistes de diversa ideologia (com pel que fa al macedònic respecte al búlgar). Per als sociòlegs, i en el pla juridicopolític, existeixen almenys dues llengües ausbau rutenes, reconegudes com a llengües oficials de ple dret i ensenyades oficialment: el rutè carpàtic, a la República d'Eslovàquia (oficial als municipis on és parlada per més del 20% de la població), i el rutè pannònic (rusnak), a la província autònoma sèrbia de Vojvodina. D'altra banda, n'hi ha diversos dialectes, entre els quals el lemko, que és parlat a Polònia per unes 50.000 persones, el boiko o el hutsul.
Històricament, els rutens eren les poblacions eslaves orientals de l'actual Ucraïna (a la qual ha estat annexada la Rutènia Carpàtica o Transcarpàcia) i dels voltants, que han adoptat el ritu uniat (vegeu Església grecocatòlica ucraïnesa) més que no el credo ortodox. La dispersió dels rutens per les diverses parts de l'Imperi austrohongarès, per una política de migració organitzada, ha tingut com a resultat la diferenciació dels dialectes parlats, que han estat erigits en dues llengües ausbau distintes al segle xx.